# Деревины (остановочный пункт)
Деревины — остановочный железнодорожный пункт Конотопской дирекции Юго-Западной железной дороги на линии Бахмач — Новобелицкая, расположенный северо-западнее села Деревины. Расположен (по путям) в 2,7 км от государственной границы Украины и Белоруссии.

## История
Разъезд Деревины был открыт в 1951 году на действующей ж/д линии Бахмач—Новобелицкая Юго-Западной железной дороги. Осуществлялись (Б) продажа билетов на поезда местного и дальнего следования без багажных операций. На топографической карте n-36-135 по состоянию местности на 1986 год обозначен.

## Общие сведения
Остановочный пункт представлен двумя боковыми платформами. Имеет 2 пути. Есть здание вокзала.

## Пассажирское сообщение
До 21.03.2020 года ежедневно станция принимала поезда сообщения Гомель—Сновск.